# Масаскуза (Салерно)
Масаскуза је насеље у Италији у округу Салерно, региону Кампанија.
Према процени из 2011. у насељу је живело 356 становника. Насеље се налази на надморској висини од 454 м.